# Insalata di fagioli
L'insalata di fagioli è un'insalata a base di fagioli cotti diffusa in varie parti del mondo e di cui esistono molte varianti.

## Caratteristiche
Oltre ai semi edibili della pianta Phaseolus vulgaris, l'insalata può presentare altri legumi, cereali o pseudocereali, un trito di altre verdure (cipolle, peperoni, sottaceti ecc...) ed essere condita in vari modi. Se conservata in barattolo l'insalata di fagioli va consumata entro un anno per una migliore qualità.
La cottura dei fagioli che precede la preparazione dell'insalata, così come la vinaigrette usata per condirla permettono all'alimento di conservarsi più a lungo senza che questi venga refrigerato. Se messa in frigo, l'insalata di fagioli può durare da tre a cinque giorni; non è più commestibile se rimane a contatto con l'aria per più di due ore.

## Nel mondo

### In Italia
L'insalata di fagioli è un piatto della cucina familiare e delle osterie piemontesi con fagioli, cipolle, tonno sott'olio e uova. Della ricetta esistono alcune varianti senza le uova e che possono contenere filetti di acciuga, pomodori cuore di bue o altri ingredienti a piacere.

### Nel Medio Oriente
La balela è un'insalata mediorientale con ceci, fagioli neri, pomodori, erbe aromatiche, prezzemolo e succo di limone. Il piyaz contiene invece fagioli, cipolle, prezzemolo e rhus.

### Negli Stati Uniti d'America
La three-bean salad ("insalata dei tre fagioli"), popolarissima negli USA, si prepara mescolando assieme fagioli di diverse cultivar (spesso si usano i fagioli kidney, i cannellini e i garbanzo beans), sedano, cipolle rosse e prezzemolo. Negli Stati Uniti le insalate di fagioli erano consumate durante i picnic e le escursioni durante il diciannovesimo secolo.

### Nel Sud America
L'insalata di fagioli sudamericani, che contiene poroto, pomodori, prezzemolo, olio e aceto, funge da contorno per la bistecca alla griglia.